# Diver Down
A Diver Down az amerikai Van Halen együttes 1982-es ötödik stúdióalbuma. A lemez a Billboard listán a 126. helyen nyitott. Mára több mint 4 millió példány kelt el belőle az Egyesült Államokban. Videóklip a (Oh) Pretty Woman dalra készült, melyet eleinte az MTV kitiltott műsorából, de a következő években a VH1 rendszeresen játszotta. Az album 12 dalából öt is feldolgozás: a nyitó Where Have All the Good Times Gone! eredetileg a The Kinks, az (Oh) Pretty Woman Roy Orbison dala. Vendégként a lemezen közreműködik a Van Halen testvérek apja Jan Van Halen is, klarinéton és szaxofonon.

## Számlista
Minden dalt Michael Anthony, David Lee Roth, Edward Van Halen és Alex Van Halen írt, kivéve ahol fel van tüntetve. 
1. "Where Have All the Good Times Gone!" (Ray Davies) – 3:02†
2. "Hang 'Em High" – 3:28
3. "Cathedral" – 1:20
4. "Secrets" – 3:25†
5. "Intruder" – 1:39
6. "Oh, Pretty Woman" (William Dees, Roy Orbison) – 2:53†
7. "Dancing in the Street" (Marvin Gaye, Ivy Hunter, William Stevenson) – 3:43†
8. "Little Guitars (Intro)" – 0:42
9. "Little Guitars" – 3:47†
10. "Big Bad Bill (Is Sweet William Now)" (Milton Ager, Jack Yellen) – 2:44
11. "The Full Bug" – 3:18†
12. "Happy Trails" (Dale Evans) – 1:03

## Közreműködők
Van Halen
- David Lee Roth - ének, harmonika, szintetizátor, akusztikus gitár
- Eddie Van Halen- gitár, akusztikus gitár, billentyűs hangszerek, háttérének
- Michael Anthony - basszusgitár, háttérének
- Alex Van Halen - dob

Vendégként
- Jan Van Halen - klarinét és szaxofon.

## Produkció
- Producer: Ted Templeman
- Segítők: Ken Deane, Donn Landee
- Terv koordinátor: Jo Motta
- Művészet irány: Pete Angelus, Richard Seireeni
- Fotók: Richard Aaron, Neil Zlozower

## Helyezések

### Album
Billboard (Észak Amerika)
| Év   | Helyezés          | Pozíció |
| ---- | ----------------- | ------- |
| 1982 | Pop Albums        | 3       |
| 1984 | The Billboard 200 | 126     |

### Kislemezek
Billboard (Észak Amerika)
| Év   | Kislemez                             | Helyezés          | Pozíció |
| ---- | ------------------------------------ | ----------------- | ------- |
| 1982 | "(Oh) Pretty Woman"                  | Billboard Hot 100 | 12      |
| 1982 | "(Oh) Pretty Woman"                  | Mainstream Rock   | 1       |
| 1982 | "Dancing in the Street"              | Billboard Hot 100 | 38      |
| 1982 | "Dancing in the Street"              | Mainstream Rock   | 3       |
| 1982 | "Secrets"                            | Mainstream Rock   | 22      |
| 1982 | "Little Guitars"                     | Mainstream Rock   | 33      |
| 1982 | "The Full Bug"                       | Mainstream Rock   | 42      |
| 1982 | "Where Have All The Good Times Gone" | Mainstream Rock   | 17      |